# Inodrillia
Inodrillia là một chi ốc biển, là động vật thân mềm chân bụng sống ở biển trong họ Turridae.

## Các loài
Các loài thuộc chi Inodrillia bao gồm:
- Inodrillia acova Bartsch, 1943[3]
- Inodrillia aepynota (Dall, 1889)[4]
- Inodrillia amblytera (Bush, 1893)[5]
- Inodrillia avira Bartsch, 1943[6]
- Inodrillia dalli (Verrill & Smith, 1882)[7]
- Inodrillia dido Bartsch, 1943[8]
- Inodrillia gibba Bartsch, 1943[9]
- Inodrillia hatterasensis Bartsch, 1943[10]
- Inodrillia hesperia Bartsch, 1943[11]
- Inodrillia hilda Bartsch, 1943[12]
- Inodrillia ino Bartsch, 1943[13]
- Inodrillia martha Bartsch, 1943[14]
- Inodrillia miamia Bartsch, 1943[15]
- Inodrillia nucleata (Dall, 1881)[16]
- Inodrillia pharcida (Dall, 1889)[17]
- Inodrillia vetula Bartsch, 1943[18]
- Inodrillia vinki Jong & Coomans, 1988[19]